# Aquabacterium lacunae
Aquabacterium lacunae es una bacteria gramnegativa del género Aquabacterium. Fue descrita en el año 2020. Su etimología hace referencia a estanque. Es aerobia y móvil por flagelo polar. Crece bien en agar R2A pero no en agar Luria-Bertani ni TSA. Tiene un tamaño de 0,5-0,7 μm de ancho por 1,2-1,8 μm de largo. Forma colonias convexas, redondas y lisas tras 48 horas de incubación en agar R2A. Temperatura de crecimiento entre 10-40 °C, óptima de 25 °C. Catalasa y oxidasa positivas. Se ha aislado de un estanque en Taiwán. 